# Präsidentschaftswahl in Kasachstan 2022

Offizielles Logo der Wahl

Die Präsidentschaftswahl in Kasachstan 2022 fand am 20. November 2022 statt. Der Amtsinhaber Qassym-Schomart Toqajew wurde dabei mit 81,31 Prozent der abgegebenen Stimmen wiedergewählt. Die Wahlbeteiligung lag bei 69,44 Prozent.

## Vorgeschichte
Am 21. September 2022 kündigte Präsident Qassym-Schomart Toqajew die Abhaltung einer vorgezogenen Präsidentschaftswahl für den 20. November 2022 an. Die wichtigsten politischen Ereignisse des Jahres 2022 waren die gewalttätigen sogenannten Januarunruhen, die unter dem Einsatz von OVKS-Truppen niedergeschlagen worden waren und die Hunderte Tote sowie Tausende von Verhaftungen zur Folge hatten, sowie ein Verfassungsreferendum am 5. Juni 2022 gewesen. Nach den Januarunruhen waren zahlreiche Regierungsfunktionäre und Angehörige des Sicherheitsapparats entlassen worden und durch neue Amtsträger ersetzt worden. Am 27. Oktober 2022 erließ der Senat Kasachstans eine allgemeine Amnestie für die während der Januarunruhen juristisch belangten Personen. Die im Verfassungsreferendum vorgeschlagene Verfassungsänderung hatte nach offiziellen Angaben eine Ausbalancierung der Kräfte innerhalb des Staatsapparates und zwischen Staat und Bürgern zum Ziel und wurde mehrheitlich von den Wählern angenommen.
Über den Grund, warum Toqajew den Wahltermin fast zwei Jahre vorzog, wurde spekuliert, dass dieser sich damit politische Legitimität verschaffen wollte. 2019 war Toqajew als designierter Nachfolger Nursultan Nasarbajews ins Präsidentenamt gekommen. Die Mehrheit der Bevölkerung sah in ihm nur eine Neuauflage des Nasarbajew-Regimes, das sinnbildlich für Korruption, Nepotismus und Missmanagement stand, woran auch die Präsidentschaftswahl im Juni 2019, die Toqajew mit 70 % der Stimmen gewann, nicht viel änderte. Hinzu kamen die Januarunruhen, die Toqajew dem Vorwurf aussetzten, dass er fremde Truppen ins Land gelassen hatte. Vielen erschien es so, dass Toqajew durch Nasarbajew im Amt installiert und durch Wladimir Putin im Amt gehalten worden war. Eine der Reaktionen Toqajews hierauf war, dass er sich systematisch von seinem politischen Ziehvater Nasarbajew distanzierte. Einflussreiche Mitglieder des Nasarbajew-Klans wurde aus Schlüsselpositionen in Politik und Wirtschaft entfernt. Ein sichtbares Zeichen war die Umbenennung der Regierungspartei von Nur Otan (formell „Licht des Vaterlands“, aber das „Nur“ erinnerte bewusst auch an den ehemaligen Vorsitzenden Nasarbajew) in Amanat („Nationales Erbe“) am 1. März 2022 und die Rückbenennung der Hauptstadt von Nur-Sultan in Astana im September 2022. Dies steigerte deutlich seine Popularität. Außenpolitisch ging er auf Distanz zu Putin und erklärte beispielhaft auf dem Sankt Petersburger Wirtschaftstreffen im Juli 2022, dass Kasachstan die Unabhängigkeit der separatistischen Donbass-„Volksrepubliken“ Donezk und Lugansk nicht anerkennen werde. Auch diese Politik war in Kasachstan populär.
Nach der Parlamentswahl 2021 waren drei Parteien in der Mäschilis, dem kasachischen Parlament, vertreten: die Regierungspartei des Präsidenten, Nur Otan (76 Sitze), die Demokratische Partei Aq Jol (12 Sitze) und die Volkspartei Kasachstans (10 Sitze). Kurz nach der Umbenennung von Nur Otan in Amanat erklärte Präsident Toqajew am 26. April 2022 seinen Rücktritt vom Amt des Amanat-Parteivorsitzenden. Damit wollte er die von ihm angekündigte Trennung von Partei- und Staatsapparat sichtbar machen.

## Wahlmodus und gesetzliche Grundlagen
Die Wahl des Präsidenten erfolgt in landesweiter Direktwahl. Für den Gewinn der Wahl ist die absolute Stimmenmehrheit erforderlich. Die Wahlbeteiligung spielt dabei keine Rolle. Falls kein Kandidat die absolute Mehrheit der Stimmen erzielt, wird innerhalb von zwei Monaten nach dem ersten Wahlgang eine Stichwahl zwischen den beiden Kandidaten mit der höchsten Stimmenzahl abgehalten. Durch eine am 17. September 2022 vom Parlament verabschiedete Verfassungsänderung wurde die Amtszeit des Präsidenten von bisher fünf auf sieben Jahre verlängert, und die gesamte Amtszeitdauer des Präsidenten auf maximal eine Wahlperiode (d. h. sieben Jahre) begrenzt. Das Parlament nahm diese Verfassungsänderung vor, ohne dass es zuvor eine öffentliche Debatte darüber gegeben hatte.
Wahlberechtigt waren alle mindestens 18 Jahre alten Personen kasachischer Staatsangehörigkeit, ausgenommen Personen, denen durch eine Gerichtsentscheidung aufgrund einer geistigen oder psychosozialen Behinderung das Wahlrecht aberkannt worden war, und Personen, die eine Freiheitsstrafe verbüßten. Das Wahlregister war am 31. Oktober 2022 auf den aktuellen Stand gebracht worden und umfasste 11.950.485 registrierte Wähler.
Präsidentschaftskandidaten mussten mindestens 40 Jahre alt sein, die kasachische Sprache fließend beherrschen, gebürtige Staatsbürger Kasachstans und dort seit mindestens 15 Jahren wohnhaft sein sowie über eine höhere Bildung verfügen. Außerdem mussten Bewerber mindestens fünf Jahre Tätigkeit als staatlicher Bediensteter oder gewählter Abgeordneter in einem öffentlichen Amt aufweisen. Kandidaten konnten nur durch registrierte politische Parteien oder durch registrierte nationale Organisationen, die mindestens in der Hälfte der Regionen mit regionalen Büros vertreten waren, nominiert werden.
Die Wahl wurde durch die Zentrale Wahlkommission, die sich aus dem Direktor und sechs weiteren Mitgliedern zusammensetzte, überwacht und organisiert. Der Direktor und zwei Mitglieder derselben wurden durch den Präsidenten ernannt sowie jeweils zwei durch den Senat und die Mäschilis.

## Kandidaten
Insgesamt reichten zwölf nominierte Kandidaten innerhalb der vorgegebenen Frist ihre Kandidatur bei der Wahlkommission ein. Vier Kandidaten wurden durch die Wahlkommission wegen Nicht-Erfüllung der Bedingungen abgelehnt. Die verbliebenen sieben Kandidaten, mit Ausnahme des Amtsinhabers, mussten sich einem Test zur Beherrschung der kasachischen Sprache unterziehen, der aus dem Schreiben eines Aufsatzes, dem Lesen eines Textes mit angemessener Diktion und einer 15-minütigen freien Rede in der Öffentlichkeit bestand. Alle Kandidaten bestanden diesen Test und hatten danach zwischen drei und acht Tagen Zeit, mindestens 118.273 Unterstützerunterschriften (1 Prozent der Zahl der registrierten Wähler) aus mindestens 14 Regionen einzusammeln. Zwei prospektive Kandidaten erreichten diese Zahl nicht. Insgesamt blieben damit sechs Kandidaten übrig, darunter zwei Frauen:
1. Karakat Abden, nominiert durch die Nationale Allianz professioneller Sozialarbeiter,
2. Nurlan Auesbajew, nominiert durch die Nationale Sozialdemokratische Partei Asat,
3. Dschiguli Dairabajew, nominiert durch die Demokratisch Patriotische Volkspartei Auyl,
4. Meyram Kadschyken, nominiert durch den Gewerkschaftsbund Amanat,
5. Qassym-Schomart Toqajew, gemeinschaftlich nominiert durch die drei Parlamentsparteien Amanat, Aq Jol und die Volkspartei Kasachstans sowie durch zahlreiche öffentliche Organisationen,
6. Saltanat Tursynbekowa, nominiert durch die Kasachische Analary–Dasturge Zhol öffentliche Vereinigung.

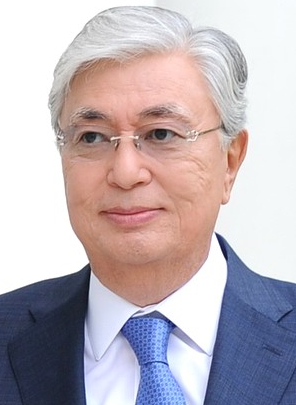
Qassym-Schomart Toqajew
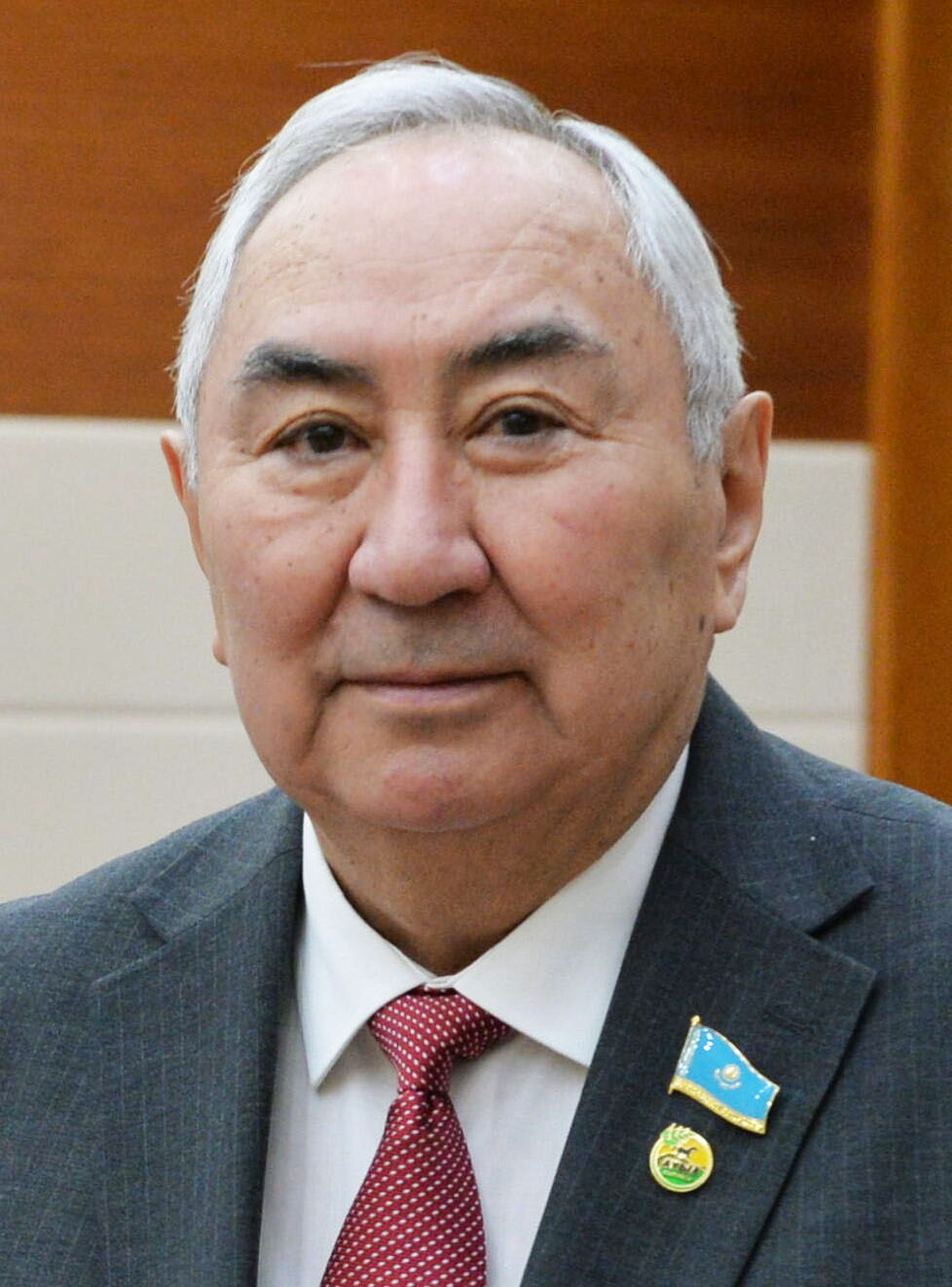
Dschiguli Dairabajew
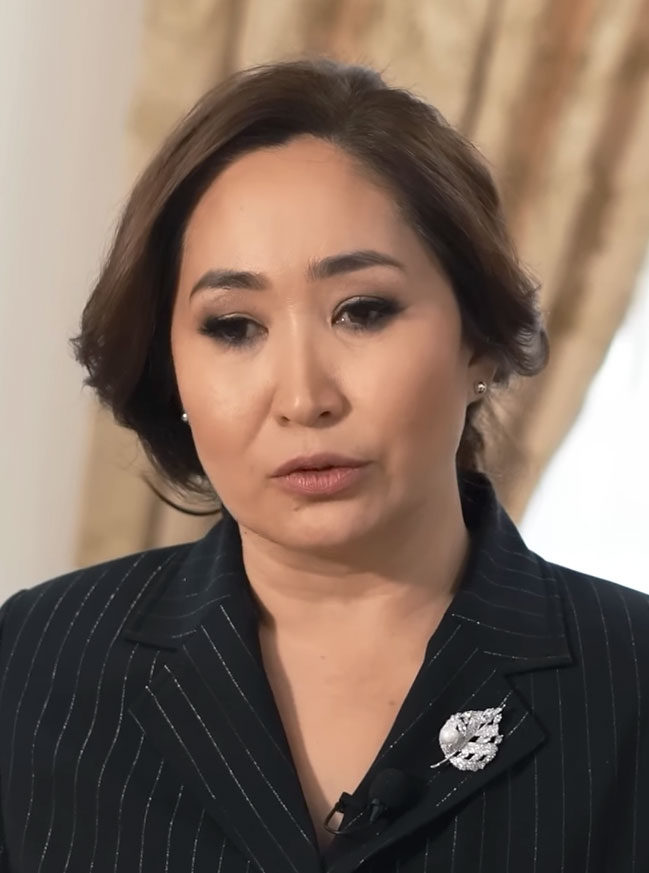
Karakat Abden
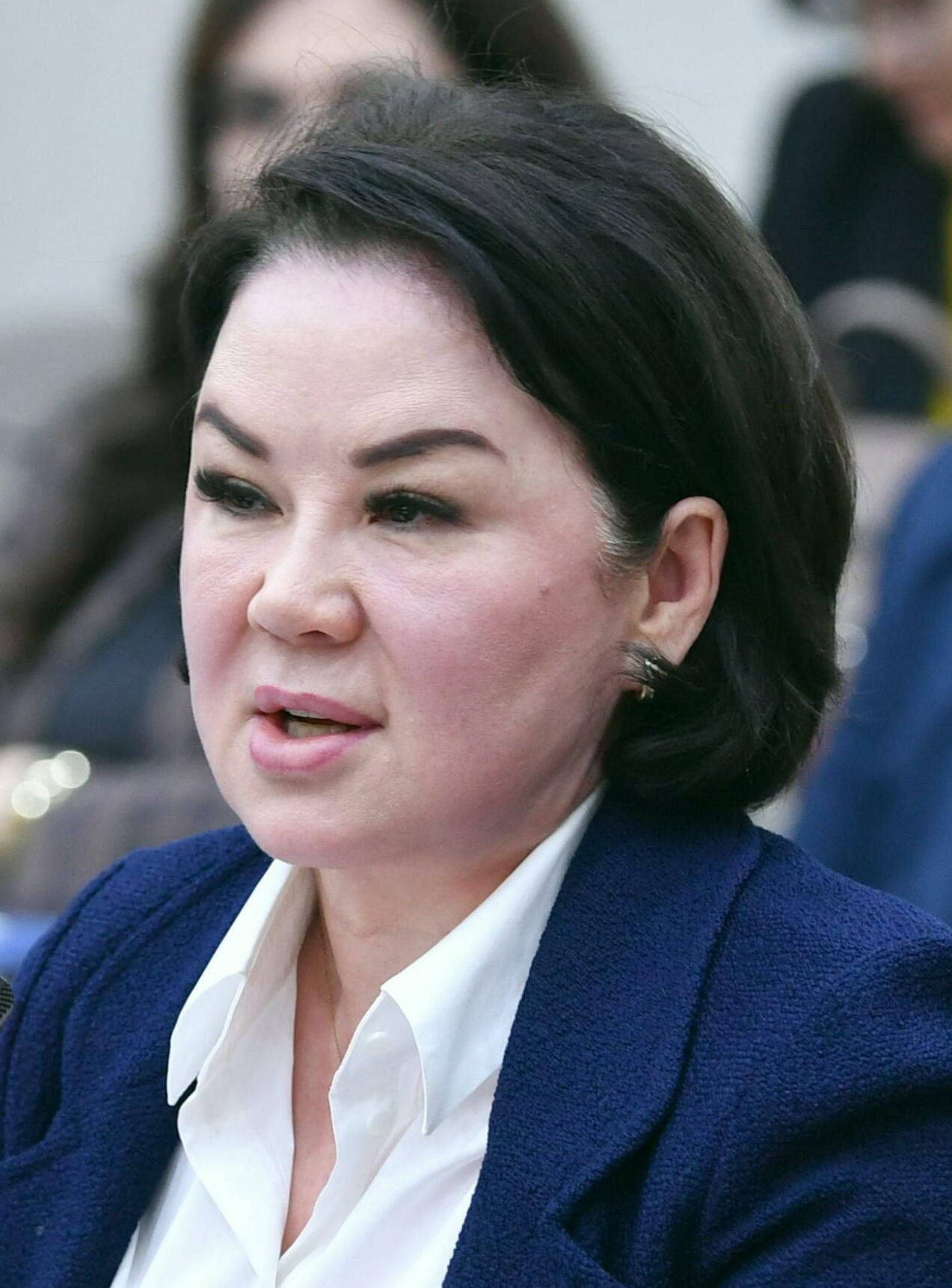
Saltanat Tursynbekowa
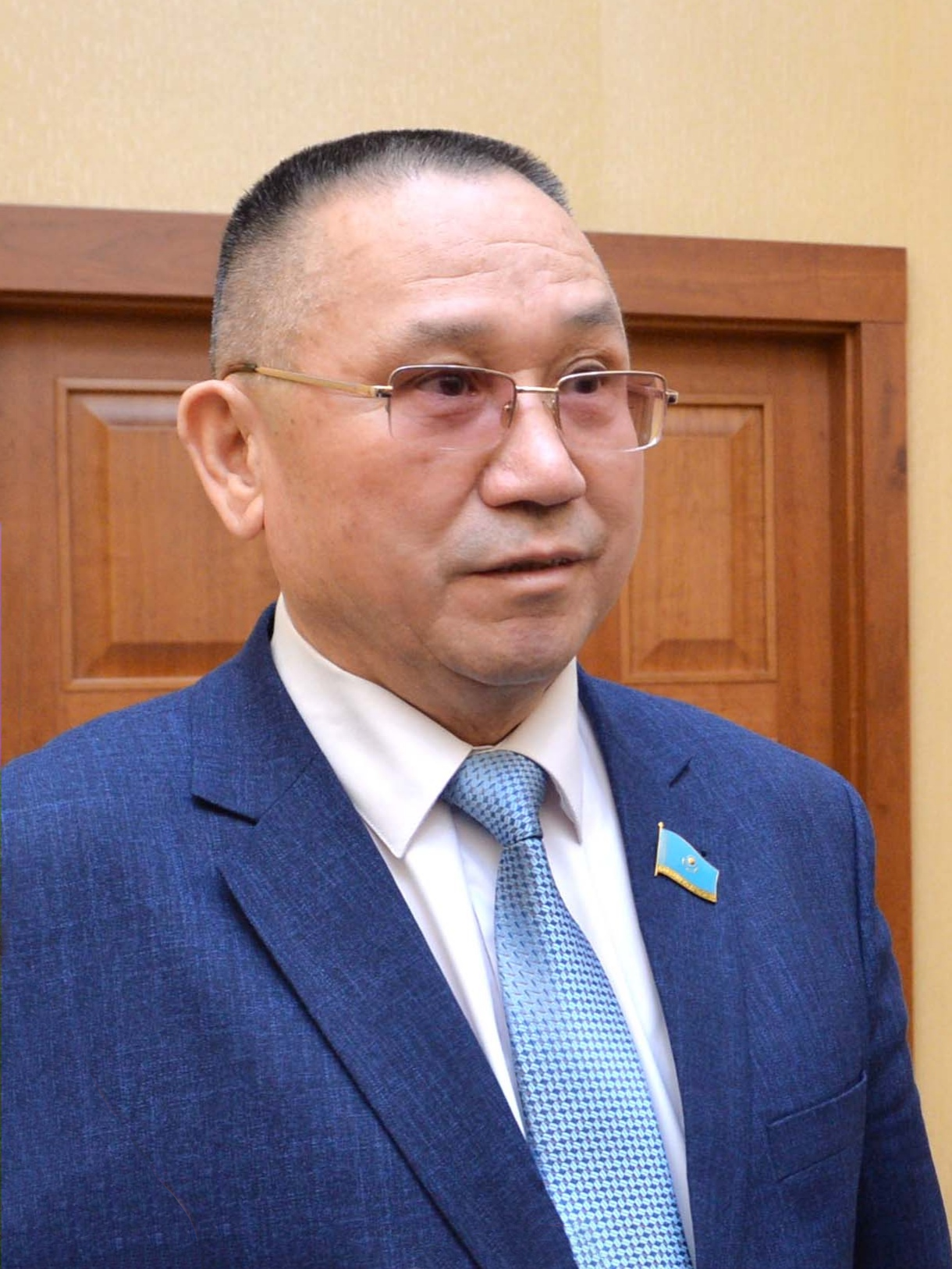
Nurlan Auesbajew

## Wahlkampf

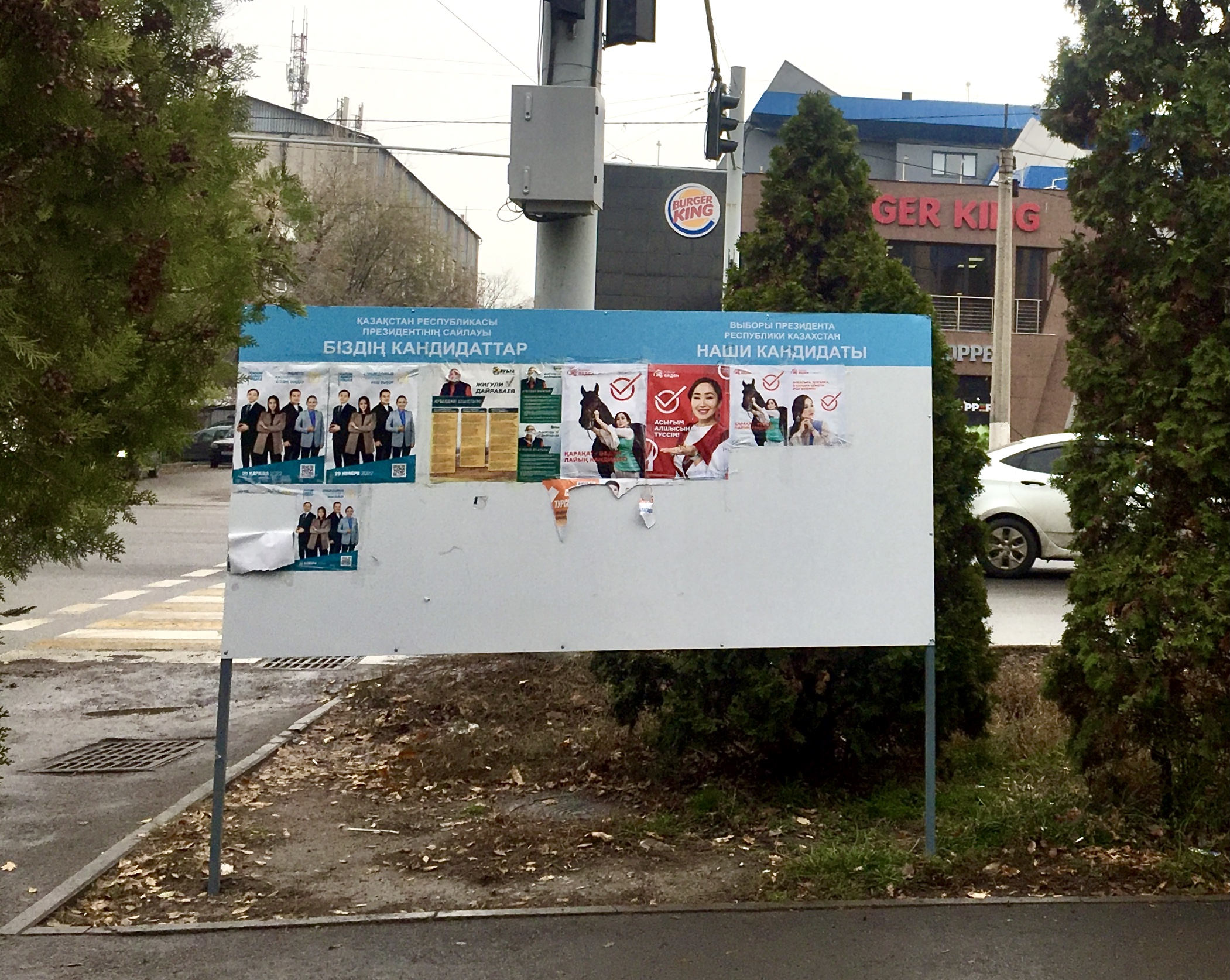
Wahlplakate in Almaty

Der Wahlkampf und die Wahlen wurden durch eine Beobachtermission der Organisation für Sicherheit und Zusammenarbeit in Europa (OSZE) begleitet. Die Beobachtermission bestand aus einem Kernteam von 11 Personen unter Leitung der polnischen EU-Politikerin Urszula Gacek in Astana und 30 Langzeit-Beobachtern im ganzen Land. Die offizielle Wahlkampfperiode dauerte vom 21. Oktober 2022 bis zum Tag vor der Wahl. Insgesamt war der Wahlkampf im Urteil der OSZE-Beobachtermission sehr zurückhaltend und wenig kompetitiv. Symptomatisch für das weitgehende Fehlen einer echten Opposition war der Umstand, dass alle drei in der Mäschilis vertretenen Parteien die Wiederwahl des Amtsinhabers Toqajew unterstützten. Die anderen Kandidaten außer dem Amtsinhaber waren weitgehend unbekannt, und keiner der anderen Kandidaten äußerte sich öffentlich kritisch über die Politik Toqajews. Wahlkampfveranstaltungen fanden häufig in einem kleineren Rahmen in kleineren öffentlich zugänglichen Räumlichkeiten statt. Daneben gab es Wahlkampfplakate und Wahlwerbespots im Fernsehen in kasachischer und russischer Sprache. Die Themen des Wahlkampfs waren die politische Modernisierung, die Reform der öffentlichen Verwaltung, die Wirtschaft und Landwirtschaft sowie soziale Wohlfahrt und Gesundheitsversorgung. Auch die nationale Stabilität, Sicherheit und Souveränität waren angesichts der russischen Aggression gegen die Ukraine ein prominentes Thema. Der Ton der Debatte war weitestgehend frei von persönlichen Angriffen und diskriminierender Sprache, beispielsweise gegenüber nationalen Minderheiten. Der Wahlkampf war durch die Kampagne Toqajews dominiert, die unter dem Slogan „Gerechter Staat, gerechte Wirtschaft, gerechte Gesellschaft“ (Әділетті мемлекет, Әділетті экономика, Әділетті қоғам) geführt wurde. Diese wurde nicht von ihm selbst, sondern von seinen Vertrauenspersonen geführt, da nach der Verfassung Kandidaten in staatlichen Positionen diese nicht für Wahlkampfzwecke nutzen durften.

## Ergebnis
Die Zentrale Wahlkommission gab am 21. November 2022 das Wahlergebnis bekannt. Nach offiziellen Angaben beteiligten sich 8.300.046 (69,44 %) der 11.953.465 Wahlberechtigten. 7.940.477 (95,67 %) der abgegebenen Stimmen waren gültig.

Stimmenanteil für Toqajew in den Regionen Kasachstans

| Kandidat                | Stimmen   | Prozent |
| ----------------------- | --------- | ------- |
| Qassym-Schomart Toqajew | 6.456.392 | 81,31   |
| Dschiguli Dairabajew    | 271.641   | 3,42    |
| Karakat Abden           | 206.206   | 2,60    |
| Meiram Kadschyken       | 200.907   | 2,53    |
| Nurlan Auesbajew        | 176.116   | 2,22    |
| Saltanat Tursynbekowa   | 168.731   | 2,12    |
| „Gegen alle“            | 460.484   | 5,80    |
| Gesamt                  | 7.940.477 | 100,00  |

## Nach der Wahl
Am 26. November 2022 – noch bevor die Einspruchsfrist gegen die Wahl abgelaufen war – wurde Qassym-Schomart Toqajew als Präsident inauguriert.

## Die Wahl im Urteil von Wahlbeobachtern
Im Urteil der externen Wahlbeobachter waren die Wahlen im Wesentlichen technisch gut durchgeführt, ließen jedoch eine echte Wahlalternative vermissen. Die Alternativkandidaten zu Amtsinhaber Toqajew waren einem großen Teil der Wähler weitgehend unbekannt. Symptomatisch hierfür war auch der Umstand, dass die Wahloption „Gegen alle“ auf den Stimmzetteln mehr Stimmen als jeder der fünf Alternativkandidaten erhielt. Insgesamt konnte die Wahl nicht als wirklich frei und fair bewertet werden, da zahlreiche Umstände den Amtsinhaber und das politische Establishment begünstigten.